# Kukkutika
A kukkutika (szanszkrit, kínai: 雞胤部, pinjin: csi-jin pu) vagy golulaka a mahászánghika alá tartozó korai buddhista iskola volt.
Elképzelhető, hogy a kukkutika vagy kukkulika név az egykor Pátaliputrában álló Kukkutráráma kolostor nevéből ered, amely a mahászanghika egy korai központja volt.
Az iskola neve különböző formákban is szerepelt: kukkuṭika, kukkulika, kaukkuṭika, kaurukullaka vagy gokulika. A gokulika jelentése „parázs”, amely arra a tanításra utal, hogy minden feltételes jelenség szükségszerűen szenvedéssel jár.

## Tanok
Vaszumitra, szunga uralkodó Szamajabhedoparacsanacsakra című műve szerint az ekavjávahárika, a kukkutika és a lokottaraváda tanításaik tekintetében nem különböztek egymástól. Arról ír, hogy a mahászánghikának ez a három szektája 48 elméleten osztozott, amelyek közül 20 vonatkozott a buddhaság és a bódhiszattva természetfeletti jellemzőire. A Szamajabhedoparacsanacsakra szerint ez a négy csoport szerint a buddhák egyetlen gondolatpillanatban is képesek ismerni az összes dharmát.

## Története
A kukkutika szekta valamikor Asóka uralkodása idején vált szét a fő mahászánghhika iskolától. A bahusrutíja és a pradzsnaptiváda valamikor az i. e. 3. században, vagy az i. e. 2. század végén váltak szét a kukkutikából. A kukkutika feltehetően Kelet-India területén maradt, azon belül is Váránaszi környékén volt a legaktívabb.
A 6. századi indiai szerzetes, Paramártha arról számol be, hogy a mahászánghika először három csoportra szakadt, az alapján, ahogy a mahájána tanításokhoz viszonyultak. A kukkutika nem fogadta el a mahájána szútrákat buddha-vacsanaként (Buddha szavai), míg a lokottaravāda és az ekavjávahárika szekta elfogadta. Az 5. század elején a kínai Fa-hszien szerzetes Pátaliputrában szerzett egy mahászánghika-féle vinaját (szerzetesek magaviseletét szabályozó kanonikus mű), amelyet mahájánának titulált.
Táranátha tibeti buddhista tudós szerint ez az iskola teljesen eltűnt a 4. és a 9. század között. Vinitadéva a 8. századi jellemzésében nem említi a kukkutika szektát a kortárs buddhista szekták között. Lehetséges, hogy addigra a kukkutika már teljesen beolvadt a mahájána buddhizmusba.